# Gheorghe Zamfir
Gheorghe Zamfir (Găești, 6 de abril de 1941) É um flautista romeno, especialmente conhecido mundialmente pela sua música de flauta de pã, como "The Master of the Pan Flute".

## Carreira
Zamfir foi "descoberto" pelo etnomusicólogo suíço Marcel Cellier que pesquisou extensivamente a música folk nos anos 1960. Trazido pela primeira vez com a sua flauta pan para países da Europa Ocidental em 1972 pelo compositor Vladimir Cosma como solista na música da banda original do filme Le grand blond avec une chaussure noire que fez grande sucesso, desde então, tem sido utilizado como solista em trilhas sonoras de filmes de compositores famosos como Francis Lai, Ennio Morricone. e muitos outros. Principalmente através de comerciais de televisão, onde foi anunciado como "Zamfir, Mestre da Flauta Pan", ele introduziu o instrumento popular para um público moderno. Nos Estados Unidos, seus comerciais eram amplamente visto na CNN em 1980.
Em 1966, Zamfir foi nomeado maestro da "Ciocîrlia Orchestra", um dos conjuntos de estado mais prestigiados da Romênia, destinado a turnês no exterior. Isso criou a oportunidade de composição e organização. Em 1969, ele deixou Ciocîrlia e começou seu próprio taraf (banda pequena) e em 1970 ele teve seu primeiro contrato de longo prazo em Paris. Zamfir descobriu a liberdade muito maior para a aventura artística. Em 1977, ele gravou "The Lonely Shepherd" com James Last. Zamfir colocou-se no mapa do mundo e, desde então, sua carreira se tornou muito variada, pairando sobre o repertório clássico, a audição fácil e a música pop.
A grande oportunidade de Zamfir no mundo de língua inglesa veio quando o programa televisivo religioso da BBC "The Light of Experience" adotou a gravação de "Doina De Jale", uma canção funerária tradicional romena, como tema. Registros para lançar a música como um single em 1976, e subiu para o número quatro nas paradas do Reino Unido. Provavelmente seria seu único single de sucesso no Reino Unido, mas ajudou a pavimentar o caminho para um fluxo consistente de vendas de álbuns. na Grã-Bretanha. Sua canção "Summer Love" alcançou o número 9 na África do Sul em novembro de 1976. [3] Em 1983, ele alcançou o terceiro lugar na lista canadense do Adult Contemporary com "Blue Navajo", e vários de seus álbuns (incluindo Romance de 1982 e Childhood Dreams de 1983) também foram realizados no Canadá.
Depois de quase uma década de ausência, Zamfir retornou ao Canadá em janeiro de 2006 para uma turnê de sete cidades com o quinteto Traffic Strings. O programa incluiu uma estreia mundial de Four Seasons for PanFlute de Vivaldi e quinteto de cordas arranjado por Lucian Moraru, padrões de jazz e favoritos conhecidos.
Sua primeira aparição como intérprete solista em uma trilha sonora de filme foi em 1972 Le Grand Blond com une chaussure noire, de Vladimir Cosma, cuja trilha sonora se tornou um sucesso mundial. Após inúmeras repercussões apresentou-se ao lado de André Rieu em vários concertos pelo mundo. Compositor e intérprete do tema principal do filme “Kill Bill” ,”Karate Kid “entre vários outros filmes. Transformou a flauta de pã em um instrumento conhecido na Europa e usado em vários conjuntos bandas e orquestras. Atualmente, atua dando aulas do instrumento em Bucareste, Romênia.